# 中別列濟夫

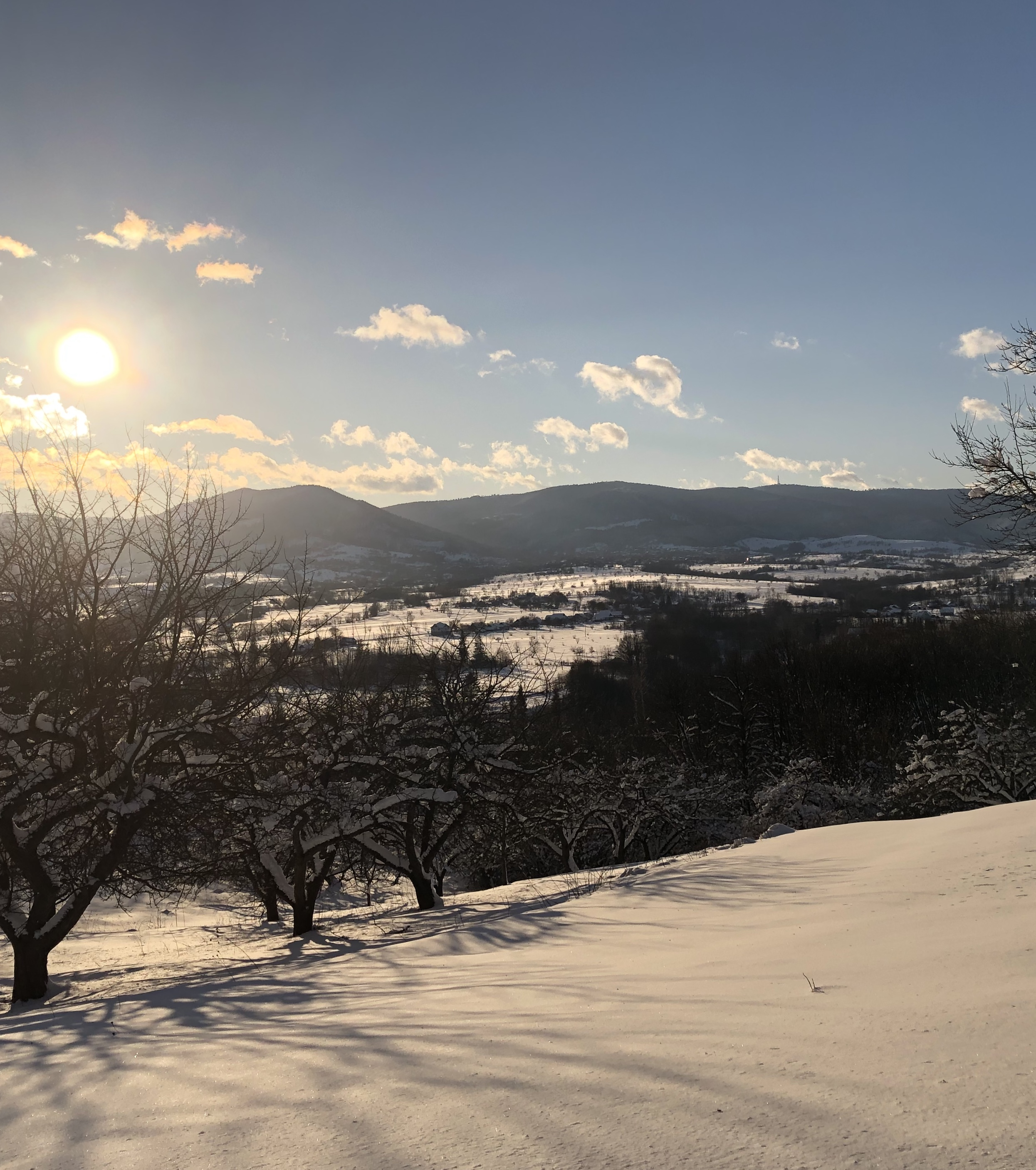
中別列濟夫

48°25′15″N 24°48′33″E / 48.42083°N 24.80917°E
中別列濟夫（烏克蘭語：Середній Березів），是烏克蘭的村落，位於該國西部伊萬諾-弗蘭科夫斯克州，由科索夫區負責管轄，處於柳奇卡河畔，始建於994年，面積9平方公里，2001年人口1,457。